# Betizu eta urrezko zintzarria
Betizu eta urrezko zintzarria (en basc Betizu i l'esquella daurada) és una pel·lícula d'animació basca produïda el 2007 per Baleuko S.L. i dirigida per Egoitz Rodríguez Olea.

## Sinopsi
Els betizu són unes vaques que surten cap a la recerca d'un amic desaparegut al planeta Xangadu. En aquest viatge s'endinsaran en el misteri de l'Esquellot d'Or, que té el poder de controlar a totes les vaques. En la seva recerca coneixeran Mamu, un científic boig que vol apoderar-se de l'Esquellot i s'enfronta als betizus. El viatge és perillós i només es pot completar gràcies a l'amistat que uneix els betizus.

## Premis i nominacions
Fou nominada al Goya a la millor pel·lícula d'animació del 2007 i fou exhibida al Dia del Cinema Basc al Festival Internacional de Cinema de Sant Sebastià 2008.